# Breznica Našička
Breznica Našička är en ort i Kroatien.   Den ligger i länet Baranja, i den östra delen av landet, 180 km öster om huvudstaden Zagreb. Breznica Našička ligger 93 meter över havet och antalet invånare är 671.
Terrängen runt Breznica Našička är platt. Runt Breznica Našička är det ganska glesbefolkat, med 48 invånare per kvadratkilometer. Närmaste större samhälle är Našice, 10,6 km sydväst om Breznica Našička. Trakten runt Breznica Našička består till största delen av jordbruksmark.